# Жебрак, злодій
«Жебрак, злодій» (англ. Beggarman, Thief)— роман Ірвіна Шоу 1977 року. Це було продовження його бестселера 1970 року «Багач, бідняк» і зосереджено на вцілілих братах і сестрах Джордаке, Гретхен і Рудольфі. 

## Сюжет
«Жебрак, злодій» починається там, де закінчується «Багач, бідняк» — одразу після того, як Тома, войовничого боксера-яхтсмена з клану Джордаче, було вбито, а решта родини зібралася в Антібах, щоб зібрати розтрощені шматки. його життя.
Тепер у центрі уваги 16-річний син Тома, Уеслі Джордаче, який познайомився зі своїм батьком лише незадовго до вбивства і зараз одержимий і бажанням дізнатися, якою людиною був його батько, і помститися за його смерть. Тож поки Веслі блукає, опитуючи різних людей, які стикалися з Томом під час його короткого, але жорстокого життя, ми згадуємо не лише попереднього Тома, але й кар’єру його багатого брата Рудольфа та його невротичної сестри Гретхен.

## Екранізація
Міні-серіал, адаптований за оригінальним романом, мав продовження 1976-77 років під назвою Rich Man, Poor Man Book II, яке транслювалося до публікації і не було засноване на другому романі. У 1979 році з’явилася телевізійна адаптація фільму «Жебрак, злодій» з Джин Сіммонс (у ролі Ґретхен), Ендрю Стівенс (у ролі Біллі), Гленн Форд, Лінн Редгрейв, Бо Гопкінс, Това Фельдшу, Сьюзан Страсберг, Том Нолан (у ролі Уеслі), Жан- П'єр Омон, Алекс Корд, Енн Френсіс і брати Джойс. 

Перед виходом роману в прессі навіть була спеціальна анотація:
Мабуть, ми всі збентежені публікацією останнього роману Ірвіна-Шоу «Жебрак, злодій». У примітці на початку книги містер Шоу пояснює, що «через телевізійну презентацію «Багач, бідняк» (частина 1 і частина ІІ), я вважаю, що читачі «Жебрака, злодія» повинні знати, що нова книга є продовженням друкованої версії «Багач,бідняк», а не телевізійної версії, і будь-яка схожість із телевізійною пропозицією частини II є чисто випадковою».